# Səbail FK
Səbail FK (Azerbeidzjaans: Səbail Futbol Klubu) is een Azerbeidzjaanse voetbalclub uit Bakoe. De club komt uit in de Premyer Liqası.

## Historie
De club werd opgericht in 2016 en begon in de Birinci Divizionu, de op een na hoogste voetbaldivisie van Azerbeidzjan. Daar werd in het seizoen 2016/17 direct een tweede plaats behaald en, omdat kampioen Turan Tovuz geen licentie kreeg, promoveerde Səbail naar de Premyer Liqası.

## In Europa
#Q = #kwalificatieronde, T/U = Thuis/Uit, W = Wedstrijd, PUC = punten UEFA coëfficiënten .
Uitslagen vanuit gezichtspunt Səbail FK
| Seizoen                                                    | Competitie    | Ronde | Land              | Club                     | Totaalscore | 1e W    | 2e W    | PUC |
| ---------------------------------------------------------- | ------------- | ----- | ----------------- | ------------------------ | ----------- | ------- | ------- | --- |
| 2019/20                                                    | Europa League | 1Q    | Vlag van Roemenië | CS Universitatea Craiova | 4-6         | 2-3 (T) | 2-3 (U) | 0.0 |
| Totaal aantal behaalde punten voor UEFA coëfficiënten: 0.0 |               |       |                   |                          |             |         |         |     |

Zie ook
- Deelnemers UEFA-toernooien Azerbeidzjan
- Ranglijst van alle clubs die in de diverse Europa Cups zijn uitgekomen

## Bekende (ex-)spelers
- Michael Essien
- Farouk Miya

Araz-Naxçıvan PFK ·
Kəpəz PFK ·
Neftçi ·
Qarabağ ·
Sabah FC ·
Səbail · 
Şamaxı FK ·
Sumqayıt ·
PFK Turan Tovuz ·
Zirə